# Cristina Puig i Vilardell
Cristina Puig i Vilardell (Barcelona, 30 d'agost de 1972) és una periodista catalana.
Llicenciada en Ciències de la comunicació per la Universitat Autònoma de Barcelona, ha treballat en les emissores de ràdio Ràdio 4, Cadena SER, COPE i Catalunya Ràdio, a més de RAC1. A l'estiu de l'any 2006, va dirigir i presentar el programa El món a RAC1, on conduïa l'informatiu matinal, presentava la tertúlia política i hi feia les entrevistes polítiques i socials. En aquesta emissora també va presentar, dirigir i col·laborar en el programa L'hora del pati.
Durant 5 anys va estar col·laborant i presentant en El club a Televisió de Catalunya. L'estiu del 2007, va presentar El club d'estiu, dirigit per Eloi Vila. Va col·laborar en el programa Jo vull ser, amb Albert Om, Beth Rodergas i el Teatre de Guerrilla, entre d'altres.
En finalitzar El club, el dia 17 de juliol de 2009, en el seu programa 1000, després de l'estiu, es va incorporar a Televisió Espanyola, i presentà el programa de debat sociopolític 59 segons des del 2008, sota la direcció de Francesc Cruanyes, inicialment a La 2 cada dimarts, i a partir del 2011 en la nova temporada a la 1 als dijous fins al 5 d'abril del 2012. Dirigeix i presenta Gent de paraula, els dimecres a les 20:30h a La 2, un programa d'entrevistes.
Cristina Puig també ha presentat diverses gales finals de temporada d'El cor de la ciutat amb Albert Om i Màbel Martí, la primera edició dels Premis Gaudí de l'Acadèmia del Cinema Català amb Pol Marsà i els Premis Sant Jordi, acompanyada de Toni Garrido.
El 12 d'abril de 2012 inicia amb l'antic equip del 59 segons el programa El debat de La 1. El 2013 va rebre el premi Bones Pràctiques de Comunicació No Sexista, que entrega l'Associació de Dones Periodistes de Catalunya.
El gener de 2015 fou acomiadada de TVE Catalunya, segons l'empresa per causes disciplinàries, tot i que en la vista judicial es va declarar l'acomiadament com improcedent.
Des de juny de 2015 és la nova directora de Comunicació i Premsa de RBA Llibres. El juny del 2017 s'ha anunciat que la temporada 2017-2018 presentarà la segona hora del Catalunya vespre de Catalunya Ràdio.
A principis de gener del 2019, TV3 va anunciar que Cristina Puig seria la presentadora del programa Preguntes freqüents, en substitució de Laura Rosel. El 2020-2021 va presentar les campanades de TV3 amb Lídia Heredia i Helena Garcia Melero, emeses des del parc del Tibidabo de Barcelona.